# برنامه نسل بعدی برتری هوایی
برنامه نسل بعدی برتری هوایی (انگلیسی: Next Generation Air Dominance) یک پروژه آمریکایی برای تأمین جنگنده نسل ششم برای نیروی هوایی آمریکاست که در دهه ۲۰۳۰ میلادی به ناوگان آمریکایی خواهد پیوست. معمولاً در رسانه‌ها این پروژه با یک برنامهٔ موازی به نام پروژه اف/ای ایکس‌ایکس اشتباه گرفته می‌شود که آن پروژه ناوپایه بوده و مخصوص نیروی دریایی آمریکاست. وزارت دفاع آمریکا پنتاگون در برنامه‌ریزی‌های خود برای برتری هوایی آینده، به دنبال ساخت دو جنگنده نسل ششم است تا در کنار اف-۳۵ به کار ببرد.

## تاریخچه
برنامه ساخت جنگنده نسل ششم آمریکا در دهه ۲۰۱۰ میلادی آغاز شد و قرار بر این شد که در دهه ۲۰۳۰ دو نوع جنگنده برای نیروی هوایی و نیروی دریایی تأمین شود. از آنجایی که سپاه تفنگداران دریایی ایالات متحده آمریکا علاقهٔ شدیدی به جنگنده عمودپرواز دارد، هواپیمای اف-۳۵ در آن مجموعه به خدمت خود ادامه خواهد داد ولی نیروی هوایی و دریایی آمریکا که هدفشان دستیابی به یک جنگنده مطمئن و دوموتوره بود، دو پروژهٔ موازی را آغاز کردند که تأکید آن بر موتور مطمئن، رادارگریزی و جنگ‌افزارهای پیشرفته است. طرح جدید با استفاده از طراحی به کمک رایانه و کاهش بازتاب حرارتی و افزایش بیشینه وزن برخاست، توانایی کنترل چندین پهپاد در منطقه به‌وسیلهٔ دیتا لینک خواهد بود. این جنگنده دارای موتور سیکل متغیر خواهد بود و تا سال ۲۰۲۵ آماده خواهد شد. در سال ۲۰۲۰ مأمور مرکز فناوری و لجستیک ایالات متحده آمریکا اعلام کرد که پیش‌نمونه این هواپیما نخستین پرواز خود را با موفّقیت انجام داده که رسانه‌ای نشده‌ است. در سال ۲۰۲۱ رئیس ستاد نیروی هوایی اعلام کرد که با ورود این جنگنده به ناوگان نیروی هوایی آمریکا در دهه ۲۰۳۰ میلادی، اف-۲۲ رپتور از نیروی هوایی آمریکا بازنشسته خواهد شد.